# 中亞無核武地帶

無核武地帶
核擁有國
核武分享國家
簽署了不擴散核武器條約

中亞無核武器區 (CANWFZ) 是由中亞五國哈薩克斯坦、吉爾吉斯斯坦、塔吉克斯坦、土庫曼斯坦和烏茲別克斯坦共同簽訂具有法律約束力的條約，承諾不製造、獲取、試驗或擁有核武器。條約於2006年9月8日在哈薩克斯塞米巴拉金斯克核試驗場簽署，因此也被稱為塞米巴拉金斯克條約、塞梅伊條約或塞米伊條約。條約得到五國議會批准，最終於2009年3月21日生效。

## 歷史

截至2008年11月加入中亞無核武器區條約的國家。
簽署和批准國

建立無核武器區的構思始於1992年的《阿拉木圖宣言》，聯合國大會於1997年以協商一致方式通過了一項要求建立這樣一個區域的決議，並於2000年再次得到重申，安理會五個常任理事國也參與了談判。